# Spathius exarator
Spathius exarator ist eine parasitisch lebende Hautflüglerart aus der Familie der Brackwespen (Braconidae). Spathius exarator gehört zu einem gleichnamigen Artkomplex.

## Merkmale
Die schlanken Brackwespen sind zwischen 5 und 9 mm lang. Sie sind rot-braunschwarz gemustert. Insbesondere der Bereich um die Facettenaugen ist rot gefärbt. Der Petiolus ist genau so lang wie der Gaster. Die Fühler sind rötlich gefärbt. Die Tibien weisen ein hell weißliches basales Ende auf. Die vordere Spitze des Pterostigmas der Vorderflügel ist transparent, der restliche Teil dunkelbraun. Das Weibchen besitzt einen Legestachel, der ungefähr so lang ist wie der eigentliche Körper.

## Verbreitung
Die Brackwespenart ist in Europa weit verbreitet. Im Norden reicht das Vorkommen bis nach Fennoskandinavien, auf die Färöer und auf die Britischen Inseln, im Süden bis in den Mittelmeerraum (Spanien, Frankreich, Italien) und auf den Balkan (Serbien, Rumänien, Bulgarien). Ferner kommt die Art in der Afrotropis und in Australien vor.

## Lebensweise
Spathius exarator ist ein idiobionter Ektoparasitoid holzbohrender Käferlarven aus den Familien der Bock-, Nage- und Bohrkäfer. Die Brackwespen spüren die Larven, die sich unter der Rinde von Bäumen, aber auch in Bohrgängen in alten Holzmöbeln oder im Holz historischer Gebäude entwickeln, auf. Das Weibchen lähmt zuerst die Käferlarve mit einem Stich ihres langen Legestachels. Anschließend legt sie mit Hilfe ihres Legestachels mehrere Eier an der Käferlarve ab. Die geschlüpften Brackwespenlarven ernähren sich von der Käferlarve und verpuppen sich später im Bohrgang. Die geschlüpften Imagines der Brackwespen nagen einen Gang ins Freie. Dieser hat einen Durchmesser von 0,5 mm, während der geschlüpfter Imagines des Gemeinen Nagekäfers 2 mm misst. Die Brackwespen erscheinen Ende März und können bis in den September hinein beobachtet werden. Die Art wird mittlerweile kommerziell gezüchtet und zur biologischen Schädlingsbekämpfung gegen den Gemeinen Nagekäfer eingesetzt.
Es werden folgende Wirtsarten von Spathius exarator genannt:
- Gemeiner Nagekäfer (Anobium punctatum)[3][5]
- Trotzkopf (Hadrobregmus pertinax)[3]
- Gekämmter Nagekäfer (Ptilinus pectinicornis)[3]
- Brauner Splintholzkäfer (Lyctus brunneus)[5]
- Variabler Schönbock (Phymatodes testaceus)[6]
- Wendekreis-Widderbock (Clytus tropicus)[6]

## Taxonomie
Die Art wurde von Carl von Linné als Ichneumon exarator im Jahr 1758 erstbeschrieben. In der Literatur finden sich folgende Synonyme:
- Ichneumon mutillarius Fabricius, 1775
- Ichneumon mystacatus Schrank, 1781
- Ichneumon immaturus Gravenhorst, 1807
- Cryptus clavatus Panzer, 1809
- Cryptus formicatus Fabricius, 1804
- Cryptus affinis Fabricius, 1804
- Ichneumon attenuator Thunberg, 1822
- Spathius strandi Fahringer, 1930–34